# Куранта
Кура́нта (итал. corrente, фр. courante, с фр. — «бегущая, текущая») — старинный французский танец в трёхдольном метре. Восходит к середине XVI века, получил широкое распространение в сюитах эпохи барокко. 

## Исторический очерк
Первоначально это была крестьянская плясовая игра в музыкальном размере 2/4, произошедшая из прыжковых танцев типа гальярды и сальтареллы.
В XV веке на итальянских княжеских праздниках куранта подверглась большим изменениям: сменилась манера исполнения, усложнились движения, стали менее резкими прыжки, музыкальный размер стал трёхдольным – 3/4 и 3/8. Но игровые черты сохранялись в ней вплоть до середины XVI века.
В середине XVI века в Париже появилась французская разновидность куранты. Она имела умеренный темп, которому соответствовали размеренные шаги, исполнявшиеся плавно и практически без прыжков.
В эпоху около 1600 года куранта стала распространяться как более современная (то есть выдержанная в простом танцевальном стиле) форма нахтанца (второго, подвижного, танца в паре танцев) сюиты. В этом отношении куранта составляла пару аллеманде, обе они в начале XVIII века стали считаться старомодными и выходить из практического употребления. Место их заняли гавот или ригодон и бурре (и жига); куранта же и аллеманда около 1725 года сделались стилизованными танцами (куранта имела затакт в 3 восьмых и движение преимущественно ровными восьмыми). Уже в середине XVIII века композиторы различали «быстрые» куранты; в этих курантах, соответствующих позднейшим жиге и канарио, ясно выражен был первоначальный тип «плясовых» танцев (сальтарелло).